# Pont Julien
 Pont Julien o  "ponte Giuliano" è un ponte romano in pietra che si trova in Francia, sul percorso della Via Domizia, presso Bonnieux nell'Arrondissement di Apt. Deve il suo nome alla vicinanza con la città di Apt che al tempo dei romani si chiamava Apta Julia.
Il ponte fu costruito intorno al 3 a.C. sul fiume Calavon (o Coulon) a circa 4 km o nord di Bonnieux. Ha una lunghezza totale (comprese le due spalle) di circa 118 m, una larghezza di 6 m ed una altezza massima di 9 m nel punto centrale. È formato da tre arcate a tutto sesto, con l'arcata centrale avente un diametro di 16 m e le due laterali di 10,2 m. I due pilastri sono attraversati da aperture centinate aventi lo scopo di facilitare il deflusso dell'acqua nei periodo di piena, e dotati alla base a monte di speroni sporgenti a base semicircolare utilizzati per dividere le acque fra le arcate (avambecchi).
Il ponte è realizzato con blocchi di calcare provenienti dalle vicine montagne del Luberon (massiccio del Luberon).
Il ponte è uno dei principali resti romani visibili e meglio conservati della via Domizia nel suo tratto provenzale. Fino al 2005 era funzionante, in quanto integrato nella rete viaria nazionale francese (strada 108), poi a seguito di un cedimento parziale è stato sostituito da un nuovo ponte.
Il ponte fa parte del parco naturale regionale del Luberon.